# Il re di Napoli - Storia e leggenda di Mario Merola
Il re di Napoli - Storia e leggenda di Mario Merola è un film documentario del 2024 diretto da Massimo Ferrari che racconta la storia del cantante e attore Mario Merola.

## Trama
Il Re di Napoli - Storia e leggenda di Mario Merola è un documentario che racconta Mario Merola e la sua molteplice arte. Tra cinema, musica e teatro passando alla Sceneggiata, che lo ha reso famoso in tutto il mondo e gli ha fatto conquistare il soprannome di "re della sceneggiata". Oltre alla carriera il documentario racconta anche la vita privata di Merola tra gioie e dolori; dall'amore per la famiglia, al vizio del gioco, alla malattia e all'amore per il cibo.

## Produzione
Il film diretto da Massimo Ferrari nasce da una collaborazione tra Big Sur, Rai Documentari e Mad Entertainment per ricordare e approfondire la figura artistica e privata del cantante e attore Mario Merola.

## Distribuzione
Il docufilm viene presentato, in anteprima, alla Festa del cinema di Roma nella sezione Freestyle - Arts,  il 21 ottobre 2024. Il film viene trasmesso in prima serata su Rai 3 il 4 febbraio 2025 registrando un ascolto di 454mila 799 spettatori, con il 2,3% di share.